# RB・フォーミュラワン・チーム
レーシングブルズ S.p.A,（Racing Bulls S.p.A,）は、2024年からF1に参戦するレーシングコンストラクター。前身チーム「スクーデリア・アルファタウリ」から改称し、リニューアルして誕生した。2025年以降のエントリー名は「ビザ・キャッシュアップ・レーシングブルズ・フォーミュラ1チーム」、略称VCARB（ヴィーカーブ）。
本拠地はイタリア・ファエンツァだが、イギリスにも拠点を置く（#本拠地も参照）。チーム代表はアラン・パーメインが務める。
母体はオーストリアの飲料メーカー「レッドブル」グループ。

## 概要・背景
2022年11月に親会社であるレッドブル・グループの経営陣が新しくなったことで、フォーミュラ1に参戦しているレーシングコンストラクター「スクーデリア・アルファタウリ」の成績が振るわないことや、レッドブル・レーシングとの関係が十分に効率化されていないことから、現状では採算が取れないとして問題視されるようになる。しかし、最終的にチームの売却は行わず、レッドブル・レーシングとの連携強化を含め、チームの経済的価値および存在意義を向上させるための手段を取る方針を固めた。その結果、翌2024年シーズンからのタイトルスポンサーとしてビザとキャッシュアップを獲得。さらに同社で展開していたファッションブランド『アルファタウリ』の失敗も相まって、チーム名を『ビザ・キャッシュアップ・RB・フォーミュラワン・チーム』、法人名を『レーシング・ブルズ S.p.A,』にそれぞれ変更することとなった。参戦2年目の2025年からチーム名を『ビザ・キャッシュアップ・レーシングブルズ・フォーミュラワン・チーム』に変更した。

### 本拠地
チーム本拠地は前述の通りイタリアのファエンツァだが、トロ・ロッソ時代からイギリス・ビスターに風洞を構え、CFD部門などのエンジニアもビスターに在籍していた。ただチームの人員増によりビスターの施設が手狭になったことなどから、チームではレッドブル・レーシングの本拠地があるミルトン・キーンズに新たな施設を建設し、ビスターの人員を移転させることになり、2025年1月より新施設での業務を開始している。なお「ファエンツァから完全撤退し本拠地をミルトン・キーンズに集約する」という説も度々流れているが、チーム代表のメキースはそれは否定している。

## F1参戦シーズン

### 前史
2005年11月、レッドブル・レーシングのオーナーであるオーストリアの大手企業『レッドブル・グループ』が、イタリアのF1チーム「ミナルディ」を買収して新チーム「スクーデリア・トロ・ロッソ」を設立。翌2006年シーズンよりF1に新規参戦する。
以降はレッドブル・レーシングのセカンドチームとして機能し、セバスチャン・ベッテルやダニエル・リカルド、マックス・フェルスタッペンらの名手を輩出した。2008年シーズンには、前身ミナルディ時代も含めての初優勝。2018年からは、エンジンサプライヤーのホンダと組んでチーム史上初のワークス体制で臨み、2019年シーズンには両ドライバーが11年ぶりとなる表彰台にも上がっている。そして「スクーデリア・アルファタウリ」へと改称した2020年シーズンにはチームとして2勝目を挙げている。

### 2024年
前身チーム「スクーデリア・アルファタウリ」からコンストラクターを改称し、2月から正式にリニューアルしての活動を開始。ドライバーはダニエル・リカルドと角田裕毅、エンジン供給はホンダ・RBPTが担当し、前シーズン途中からのラインナップを継続している。一方でトロ・ロッソ→アルファタウリ時代のチーム代表だったフランツ・トストは代表を退き、後任に元フェラーリのローラン・メキースが就任した。改称後はテクニカルスタッフを強化し、元マクラーレンで国際自動車連盟（FIA）のテクニカルスタッフも務めたティム・ゴスを最高技術責任者（CTO）に迎えたほか、ギヨーム・カッテラーニやアラン・パーメインといった他チームで経験豊富なベテランエンジニアを複数獲得している。
2月8日、アメリカ・ラスベガスで2024年マシンを発表。車体は、新たな型式名「VCARB 01」と命名。カラーリングはアルファタウリ時代の白とマット塗装の濃紺から、さらにその前身のスクーデリア・トロ・ロッソ時代を彷彿とさせるメタリックブルー中心のものに一新された。シンガポールGP後、ダニエル・リカルドがチームを離脱し、新たにレギュラードライバーとしてリアム・ローソンが起用されることが発表された。

### 2025年
本年より、コンストラクター名称を「RB」から「レーシングブルズ」に変更。ドライバーは残留した角田と、リザーブドライバーから昇格したアイザック・ハジャーが務める。第3戦日本GPより、ローソンがレッドブルから降格させられる形で復帰し、角田がレッドブルへ昇格した。
7月9日、チーム代表のメキースがクリスチャン・ホーナーに代わってレッドブルのチーム代表に就任したことに伴い、レーシングディレクターのアラン・パーメインがチーム代表に昇格した。

## F1における戦績
| 年   | シャシー | パワーユニット            | タイヤ | No. | ドライバー | 1   | 2    | 3   | 4   | 5     | 6     | 7   | 8   | 9   | 10  | 11   | 12  | 13  | 14  | 15  | 16  | 17  | 18  | 19   | 20  | 21  | 22  | 23   | 24  | ポイント | ポイント | WCC  |
| ---- | -------- | ------------------------- | ------ | --- | ---------- | --- | ---- | --- | --- | ----- | ----- | --- | --- | --- | --- | ---- | --- | --- | --- | --- | --- | --- | --- | ---- | --- | --- | --- | ---- | --- | -------- | -------- | ---- |
| 2024 | VCARB 01 | ホンダ RBPTH002 1.6L V6 t | P      |     |            | BHR | SAU  | AUS | JPN | CHN   | MIA   | EMI | MON | CAN | ESP | AUT  | GBR | HUN | BEL | NED | ITA | AZE | SIN | USA  | MXC | SÃO | LVG | QAT  | ABU |          | 46       | 8位  |
| 2024 | VCARB 01 | ホンダ RBPTH002 1.6L V6 t | P      | 3   | リカルド   | 13  | 16   | 12  | Ret | Ret11 | 154   | 13  | 12  | 8   | 15  | 914  | 13  | 12  | 10  | 12  | 13  | 13  | 18  |      |     |     |     |      |     | 12       | 46       | 8位  |
| 2024 | VCARB 01 | ホンダ RBPTH002 1.6L V6 t | P      | 30  | ローソン   |     |      |     |     |       |       |     |     |     |     |      |     |     |     |     |     |     |     | 916  | 16  | 9   | 16  | 1416 | 17  | 4        | 46       | 8位  |
| 2024 | VCARB 01 | ホンダ RBPTH002 1.6L V6 t | P      | 22  | 角田       | 14  | 15   | 7   | 10  | Ret16 | 78    | 10  | 8   | 14  | 19  | 1413 | 10  | 9   | 16  | 17  | Ret | Ret | 12  | 1411 | Ret | 715 | 9   | 1317 | 12  | 30       | 46       | 8位  |
| 2025 | VCARB 02 | ホンダ RBPTH003 1.6L V6 t | P      |     |            | AUS | CHN  | JPN | BHR | SAU   | MIA   | EMI | MON | ESP | CAN | AUT  | GBR | BEL | HUN | NED | ITA | AZE | SIN | USA  | MXC | SAP | LVG | QAT  | ABU |          | 45*      | 8位* |
| 2025 | VCARB 02 | ホンダ RBPTH003 1.6L V6 t | P      | 6   | ハジャー   | DNS | 1113 | 8   | 13  | 10    | 1110  | 9   | 6   | 6   | 16  | 12   | Ret | 208 | 11  |     |     |     |     |      |     |     |     |      |     | 22*      | 45*      | 8位* |
| 2025 | VCARB 02 | ホンダ RBPTH003 1.6L V6 t | P      | 22  | 角田       | 12  | 166  |     |     |       |       |     |     |     |     |      |     |     |     |     |     |     |     |      |     |     |     |      |     | 3        | 45*      | 8位* |
| 2025 | VCARB 02 | ホンダ RBPTH003 1.6L V6 t | P      | 30  | ローソン   |     |      | 17  | 16  | 12    | Ret13 | 14  | 8   | 11  | Ret | 6    | Ret | 810 | 8   |     |     |     |     |      |     |     |     |      |     | 20*      | 45*      | 8位* |

- 太字はポールポジション、斜字はファステストラップ。(key)
- † 印はリタイアだが、90%以上の距離を走行したため規定により完走扱い。
- 右上の小数字はスプリントの結果。
- *  : 今シーズンの順位（現時点）。

## 車両ギャラリー
グラウンドエフェクト型（2024年 - ）

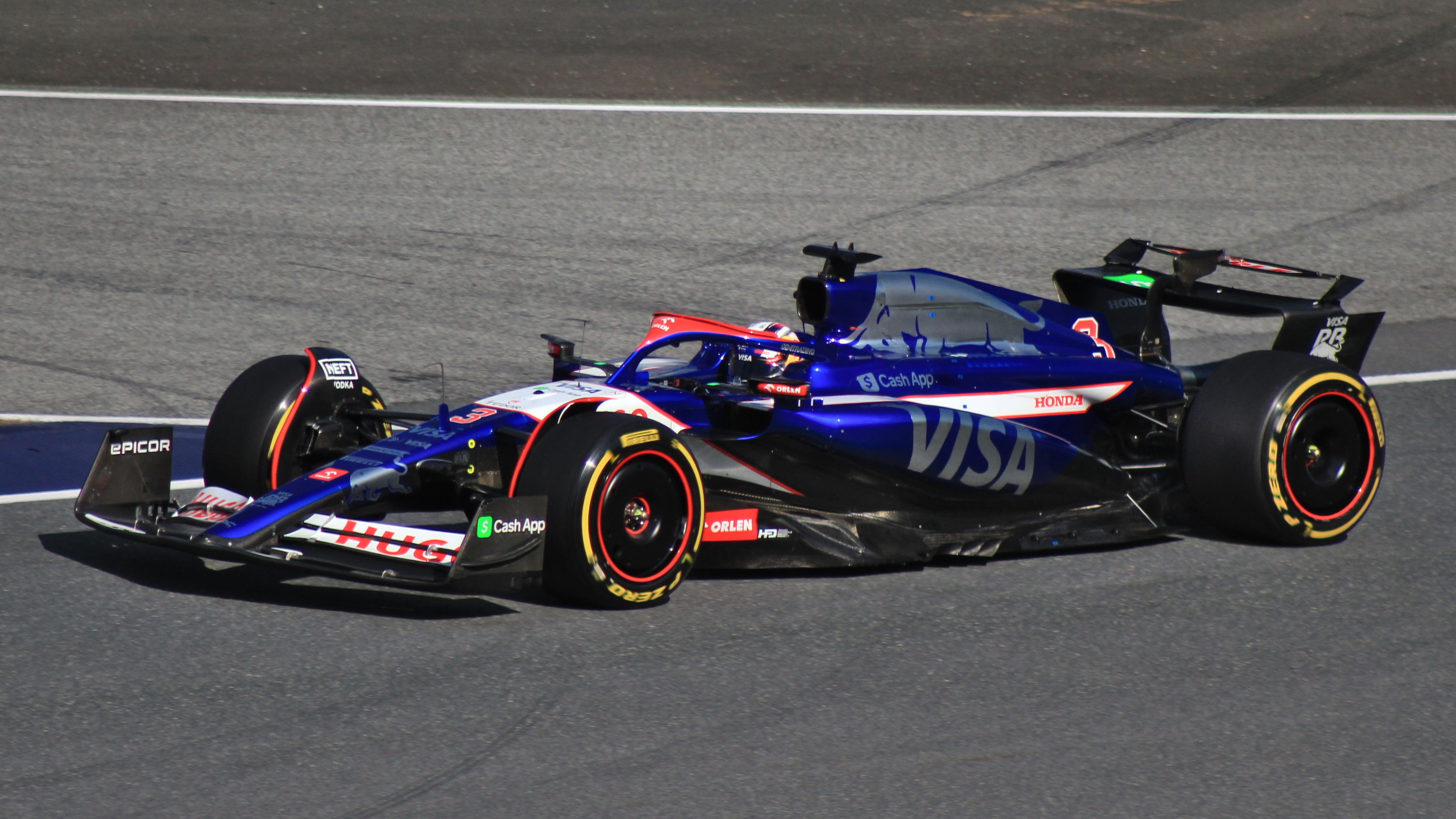
VCARB 01 ホンダ・RBPT

## 大型スポンサー
- ビザ
- キャッシュアップ
- オーレン
- ホンダ
- ヒューゴ・ボス